# جان لاینکر
جان لاینکر (انگلیسی: John Lineker؛ زادهٔ ۱۲ ژوئن ۱۹۹۰) ورزشکار هنرهای رزمی ترکیبی اهل برزیل است.